# Arnaldo Rui Manuel Caminho
Arnaldo Rui Manuel Caminho (Quelimane, 12 de agosto de 1995), más conocido como Passe, es un futbolista mozambiqueño que juega en la demarcación de defensa para el Clube Ferroviário de Quelimane del Campeonato mozambiqueño de fútbol.

## Selección nacional
Hizo su debut con la selección de fútbol de Mozambique en un partido de la Copa COSAFA 2017 contra Seychelles que finalizó con un resultado de 1-2 tras el gol de Roddy Melanie para Seychelles, y de Stélio Teca y João Simango para Mozambique.

## Clubes
| Club                           | País       | Año       | Partidos | Goles |
| ------------------------------ | ---------- | --------- | -------- | ----- |
| 1º de Maio de Quelimane        | Mozambique | 2017      |          |       |
| Clube Ferroviário de Maputo    | Mozambique | 2018      |          |       |
| FC Chibuto (cedido)            | Mozambique | 2018      | 4        | 0     |
| Associação Black Bulls         | Mozambique | 2019-2020 | 2        | 0     |
| CD Matchedje de Maputo         | Mozambique | 2021-2022 | 8        | 0     |
| Clube Ferroviário de Quelimane | Mozambique | 2023-     | 1        | 0     |